# All I Wanna Do Is Make Love to You
"All I Wanna Do Is Make Love to You" (znany też jako All I Wanna Do) – singiel zespołu Heart wydany w 1990 roku.

## Ogólne informacje
"All I Wanna Do..." to pierwszy singiel promujący dziesiąty album studyjny Brigade. Odniósł sukces na listach przebojów m.in. w USA, gdzie przez dwa tygodnie zajmował 2. miejsce (na pierwszym przebywał singiel Madonny Vogue). W Wielkiej Brytanii zanotował miejsce 8. Dostał się do pierwszej dziesiątki na liście Adult Contemporary, stając się trzecim (z czterech) singlem zespołu (zaraz po These Dreams i Alone) który był notowany na tej liście.
Utwór został również nominowany do Nagrody Grammy w kategorii Best Group Pop Vocal Performance. W USA jest to największy i najpopularniejszy przebój zespołu i ostatni w jego karierze który dotarł do pierwszej dziesiątki w tym kraju. Jest też jedynym singlem Heart, który otrzymał certyfikat złotej płyty od RIAA.

## Teledysk
Klip został wyreżyserowany przez Andy’ego Morahana i nakręcony przez Mike’a Southona.

## Listy przebojów
| Notowanie (1990)                       | Pozycja na liście |
| -------------------------------------- | ----------------- |
| Canada Adult Contemporary (RPM)        | 12                |
| Canada Top Singles (RPM)               | 1                 |
| Ireland (IRMA)                         | 11                |
| UK Singles (Official Charts Company)   | 8                 |
| US Billboard Hot 100                   | 2                 |
| US Billboard Adult Contemporary Tracks | 6                 |
| US Billboard Maintstream Rock Tracks   | 2                 |

### Notowania końcoworoczne
| Notowanie (1990)                | Pozycja na liście |
| ------------------------------- | ----------------- |
| Canada Top Singles (RPM)        | 7                 |
| New Zealand (Recorded Music NZ) | 18                |
| US Billboard Hot 100            | 16                |

## Ciekawostki
- Piosenka została stworzona przez czołowego producenta płyt m.in. AC/DC czy Def Leppard Roberta Johna "Mutta" Lange'a, który chciał aby zaśpiewał ją Don Henley, jednak ten nie był nią zainteresowany. W 1979 roku nagrał ją Dobie Gray i wydał na albumie Self-Titled[7][8]. Wersja Heart różni się tekstem.
- Wokalistka Ann Wilson nie przepada za piosenką. We wkładce koncertowego albumu The Road Home można znaleźć informację m.in. o tym że na zespół wywarto dużą presję, co do nagrania utworu[9]. Również słowa piosenki szczególnie nie spodobały się artystce. W wywiadzie z Daną Rather, skomentowała je jako "ohydne". Wspomniała także, że była zaskoczona przez fanów zespołu szczególnie z Australii i Nowej Zelandii, którzy bardzo by chcieli usłyszeć utwór na żywo, mimo że Heart (mimo próśb) nie gra go na koncertach[10].
- Amerykański zespół Halestorm nagrał własną wersję piosenki i wydał ją w minialbumie zatytułowanym  Reanimate: The Covers EP[11]